# Margaret Critchley
Margaret Critchley (Margaret Ann Critchley, verheiratete Williams; * 4. April 1949 in Bristol) ist eine ehemalige britische Sprinterin.
Bei den British Commonwealth Games 1970 in Edinburgh gewann sie Bronze über 200 Meter und mit der englischen Mannschaft Silber in der 4-mal-100-Meter-Staffel.
1971 schied sie bei den Europameisterschaften in Helsinki über 200 Meter im Halbfinale aus und wurde mit der britischen 4-mal-100-Meter-Stafette Sechste.
Bei den Olympischen Spielen 1972 in München erreichte sie über 200 Meter das Viertelfinale.
1970 wurde sie Englische Meisterin über 200 Meter, 1976 und 1977 Walisische Meisterin über 100 und 200 Meter.

## Persönliche Bestzeiten
- 100 m: 11,5 s, 8. August 1976, Bristol
- 200 m: 23,48 s, 21. August 1976, London (handgestoppt: 23,2 s, 2. August 1970, Berlin)